# Élisa (film, 1995)
Pour les articles homonymes, voir Élisa.
Pour plus de détails, voir Fiche technique et Distribution.
Élisa est un film français réalisé par Jean Becker, sorti en  1995.

## Synopsis
Un soir de Noël en banlieue parisienne, Élisa, fille-mère, fête seule le réveillon avec sa fille Marie âgée alors de trois ans. Rejetée par ses propres parents, sans nouvelle du père de sa gamine, elle est dans une situation très précaire. En plein désespoir, elle asphyxie sa fille avec un coussin pour la tuer, met le feu dans son appartement puis se suicide en se tirant une balle dans la tête. Marie qui n'est pas morte, est sauvée par les secours et vit désormais placée en orphelinat.
Devenue une adolescente à quelques mois de sa majorité et vivant dans une marginalité assumée, Marie réussit à récupérer son dossier de la DDASS et à obtenir ainsi l'identité de son père, un certain Jacques Desmoulins, parolier et compositeur de musique qui vit reclus sur l'île de Sein. Elle découvre aussi que sa mère se prostituait pour subvenir sa famille. Avec Solange et Ahmed, ses meilleurs complices, elle s'échappe du foyer. Désormais Marie n'a qu'une seule quête, retrouver ce père sur son île, avec la ferme intention de se venger de lui car elle est persuadée qu'il est le responsable de la fin tragique de sa mère.

## Fiche technique
- Titre : Élisa
- Réalisation : Jean Becker
- Scénario : Jean Becker, Fabrice Carazo
- Production : Henri Brichetti et Christian Fechner
- Sociétés de production : Canal+, Les Films Christian Fechner, TF1 Films Production
- Musique originale : Zbigniew Preisner
- Musique additionnelle : reprise d'Élisa de Serge Gainsbourg et Michel Colombier, Psyché Rock de Pierre Henry et Michel Colombier, d'Heru Mertar - Dont go so far away d'Arto Tunçboyacıyan, et de Caruso chanté par Lucio Dalla et Luciano Pavarotti.
- Photographie : Étienne Becker
- Montage : Jacques Witta
- Distribution des rôles :  Jean-Paul Becker, Juliette Ménager
- Création des décors : Thérèse Ripaud
- Direction artistique : Thérèse Ripaud
- Création des costumes : Gil Noir, Marie-Françoise Perochon, Arianne Phillips
- Pays de production :  France
- Genre : comédie dramatique
- Durée : 115 minutes
- Entrées : 2 535 262 entrées
- Date de sortie : 
  - France : 1er février 1995

### Lieux de tournage
- France :
  - Finistère :
    - Île de Sein[1]
    - Douarnenez

  - Paris
  - Studios Eclair, Épinay-sur-Seine (Seine-Saint-Denis)

## Distribution
- Vanessa Paradis : Marie
- Gérard Depardieu : Jacques Desmoulins, dit Leibovich
- Clotilde Courau : Solange
- Sekkou Sall : Ahmed
- Florence Thomassin : Élisa
- Michel Bouquet : Samuel
- Olivier Saladin : Kevin
- Philippe Léotard : le fumeur de gitanes
- Werner Schreyer : le conducteur de la DS
- José Garcia : le passager du taxi
- Firmine Richard : Cliente PMU/Dame Pipi
- Catherine Rouvel : Manina
- Melvil Poupaud : le fils du pharmacien
- Bernard Verley : L'entrepreneur
- Philippe Duquesne : le propriétaire du PMU
- Jean-Pierre Bagot : Locataire HLM avec un fusil
- Sidy Lamine Diarra : Client PMU
- Gérard Chaillou : Claude Chapelier
- Jenny Clève : La propriétaire de Marie
- André Julien : le grand-père
- Eugene Riguidel : Un client du bar des pêcheurs
- Christine Aurel
- Olivier Till
- Dominique Marcas
- Samir Guesmi
- Reine Bartève : La grand-mère
- Alfred Cohen : le tenancier hôtel
- Jordanne Dridi : Patineuse sur glace
- Malcolm Conrath : Barman de la discothèque
- Dominique Bluzet : Jérôme
- Dodine Herry : La propriétaire du PMU
- Isabel Hachmann-Peralt : Marie à 3 ans
- Teco Celio : L'amant de Samuel
- Bernard Lincot : le propriétaire du Bar des Pêcheurs
- Dominique Thomas : Tuteur service social
- Ninou Fratellini : Tuteur service social
- Claudine Regnier : Conseillère service social
- Lydia Ewandé : Cliente PMU
- Carole Jacobson : Cliente PMU
- Jacques Dautriche : Chanteur dans l'orchestre
- Philippe Beglia
- Laurentine Milebo
- Akonio Dolo
- Bass Dhem
- Abderrahmane El Kebir
- Jean-Baptiste Tiémélé
- Jeanne Guéguen
- Marie-Laurence

## Distinctions
- César de la meilleure musique en 1996 pour Zbigniew Preisner, Michel Colombier et, à titre posthume, Serge Gainsbourg.
- Nomination au César de la meilleure actrice dans un second rôle pour Clotilde Courau.
- Nomination au César du meilleur jeune espoir féminin pour Clotilde Courau.